# Un orfano chiamato San Mao
Un orfano chiamato San Mao (三毛流浪記T, 三毛流浪记S, Sān Máo liúlàng jìP) è un film del 1949 diretto da Zhao Ming e Yan Gong, e interpretato da Wang Longji.
Si tratta del primo adattamento cinematografico del popolare fumetto cinese San Mao creato da Zhang Leping nel 1935.

## Produzione
La produzione del film iniziò nell'ottobre del 1948, quando la Kunlun Film Company di Shanghai decise di procedere all'adattamento del celebre fumetto di Zhang Leping affidandone la sceneggiatura al drammaturgo Yang Hansheng; alla regia furono chiamati Zhao Ming, già membro del consiglio direttivo della casa di produzione, e Yan Gong, regista e scrittore teatrale alla sua prima esperienza cinematografica.
Per il ruolo del protagonista venne scelto il giovane Wang Longji, di soli otto anni, figlio del compositore Wang Yunjie e celebre attore bambino già attivo nell'industria di Shanghai; la scelta avvenne quasi per caso, quando il regista Yan Gong, durante una visita a casa del musicista al quale sarà affidata la colonna sonora del film, rimase colpito dalla cocciutaggine del giovane Longji assistendo a una schermaglia tra lui e gli altri bambini del quartiere. Nel cast anche i noti caratteristi Guan Hongda nel ruolo del truffatore e Lin Zhen nel ruolo della ricca signora, oltre che varie celebrità di Shanghai che accettarono piccole parti di contorno in segno di affetto per il popolare personaggio dei fumetti.
Le riprese si interruppero più volte a causa della guerra civile, fino alla definitiva vittoria dei comunisti con l'ingresso dell'Esercito Popolare di Liberazione a Shanghai nel maggio 1949. La produzione poté così riprendere e si concluse nel mese di agosto. Per compiacere il nuovo governo appena insediatosi e la nascita della Repubblica Popolare Cinese, fu deciso di aggiungere un'ultima scena inizialmente non prevista, con San Mao e gli altri orfani che applaudono e ballano mentre l'Esercito Popolare di Liberazione sfila nelle vie della città. Il film è uscito nelle sale nel dicembre 1949.